# Deluka
Deluka é uma banda britânica de indie rock e new wave. Originalmente formada em Birmingham em 2004, a banda se mudou para o Brooklyn, Nova Iorque ao firmarem contrato com uma gravadora dos Estados Unidos.
Kris Kovacs é o guitarrista, remixador e produtor da banda.[carece de fontes?] Ele escreve as canções do Deluka com a vocalista e guitarrista Ellie Innocenti, e produziu ou coproduziu os álbuns do Deluka e e vários remixes. Kris nasceu em Solihull, West Midlands e cresceu no distrito de Kings Heath em Birmingham. Kovacs estudou artes e design gráfico e é produtor musical autodidata.
A banda é formada pela vocalista e guitarrista Ellie Innocenti; o programador, produtor e guitarrista Kris Kovacs; o baixista Robbie G e o baterista Stevie J. Palmer. Sua faixa "Sleep is Impossible" foi incluída na trilha sonora do jogo Grand Theft Auto IV, mais precisamente na rádio Radio Broker.
Deluka lançou três canções de graça em sites como Spinner que foi gravado em São Francisco pelo produtor dos Gorillaz, Dan the Automator.
"Home", o primeiro single do EP BONDS (lançado em 23 de junho de 23 de 2014) estreou em 18 de fevereiro de 2014 na Noisey. A banda tocou a faixa no Big Morning Buzz de 21 de maio de 2014.

## Discografia

### Álbuns de estúdio
| Ano  | Detalhes do álbum                                                                                                  |
| ---- | --- |
| 2008 | Broken Sleeping Patterns - Lançado: 9 de abril de 2008 - Formato: CD, download digital                             |
| 2010 | You Are The Night - Lançado: 25 de outubro de 2010 - Gravadora: Vel Records - Formato: CD, download digital, Vinil |

### EPs
| Título | Detalhes do EP                 |
| ------ | ------------------------------ |
| BONDS  | - Lançado: 23 de junho de 2014 |

### Singles
| 2014 | "Home" | 76 |